# Skarszyn (gmina)
Skarszyn (od 1973 Łozina) – dawna gmina wiejska istniejąca w latach 1945–1954 w woj. wrocławskim (dzisiejsze woj. dolnośląskie). Siedzibą władz gminy był Skarszyn.
Gmina Skarszyn powstała po II wojnie światowej na terenie tzw. Ziem Odzyskanych (tzw. II okręg administracyjny – Dolny Śląsk). 28 czerwca 1946 gmina – jako jednostka administracyjna powiatu trzebnickiego – weszła w skład nowo utworzonego woj. wrocławskiego.
Według stanu z 1 lipca 1952 gmina składała się z 17 gromad: Bierzyce, Bukowina, Głuchów Górny, Godzieszowa, Kępa, Kłokoczyce, Krakowiany, Łosina, Pasikurowice, Pawłowice, Piersno, Pruszowice, Siedlec, Skarszyn, Węgrów, Taczów Wielkie i Zaprężyn. Gmina została zniesiona 29 września 1954 wraz z reformą wprowadzającą gromady w miejsce gmin. Jednostki nie przywrócono 1 stycznia 1973 wraz z kolejną reformą reaktywującą gminy, utworzono natomiast jej terytorialny odpowiednik, gminę Łozina.